# Robert Ouko
Robert Ouko, född 24 oktober 1948 i Kisii, död 18 augusti 2019 i Nairobi, var en kenyansk friidrottare inom kortdistanslöpning.
Han tog OS-guld på 4 x 400 meter vid friidrottstävlingarna 1972 i München.